# Cronulla-Sutherland Sharks
Die Cronulla-Sutherland Sharks sind ein australischer Rugby-League-Verein aus Sydney. Der 1963 gegründete Club spielt seit 1967 in der höchsten nationalen Liga, der heutigen National Rugby League. Die Vereinsfarben sind Hellblau, Weiß und Schwarz. Ihre Heimspiele tragen die Sharks im 22.500 Zuschauer fassenden Remondis Stadium aus.

## Geschichte
Als die New South Wales Rugby Football League (NSWRFL) 1967 erstmals seit 20 Jahren wieder neue Teams aufnahm, gelangten die vier Jahre zuvor gegründeten Sharks aus dem Süden Sydneys gemeinsam mit den Penrith Panthers in die Eliteklasse des australischen Rugby League. In den ersten drei Spielzeiten "gewann" das Team zweimal den Wooden spoon. 1973 zog Cronulla-Sutherland erstmals ins Grand Final ein, wo man jedoch den Manly-Warringah Sea Eagles mit 7:10 unterlegen war. Fünf Jahre später erhielten die Sharks in ihrem zweiten Grand Final die Chance zur Revanche gegen die Sea Eagles, unterlagen jedoch, nach einem 11:11-Remis in der ersten Auflage, im Wiederholungsspiel deutlich mit 0:16. Nach schweren finanziellen Problem Anfang der 1980er Jahre fanden sich die Sharks am Ende der Regular Season 1988 überraschend an der Tabellenspitze wieder und gewannen damit ihre erste Minor Premiership, verpassten jedoch den Einzug ins Grand Final.
Zwischen 1995 und 2001 erlebte der Verein unter Erfolgscoach John Lang seine bis dahin erfolgreichste Ära und erreichte – mit Ausnahme von 1998 – jedes Jahr mindestens das Halbfinale. 1997 schloss sich Cronulla-Sutherland im Zuge des Super League War der neu gegründeten Liga von Rupert Murdoch an und bestritt gegen die Brisbane Broncos das erste und einzige Grand Final der Super League, welches mit 8:26 verloren ging. 1999 feierten die Sharks mit ihrer ersten Minor Premiership in der NRL den für lange Zeit letzten nennenswerten Erfolg. Nach Ende der Ära John Lang erfolgte ein sportlicher Niedergang, der im "Gewinn" des dritten Wooden spoon in der Saison 2014 gipfelte. 2015 gelang unerwartet der Vorstoß ins Semi Final, wo man jedoch den North Queensland Cowboys deutlich unterlag. 2016 überraschte Cronulla-Sutherland mit dem dritten Platz in der Regular Season und dem anschließenden Einzug ins Grand Final, wo die favorisierten Melbourne Storm mit 14:12 besiegt wurden. Damit holten die Sharks nur zwei Jahre nach ihrem letzten Wooden spoon die erste Meisterschaft der Vereinsgeschichte.

## Rivalitäten
Die intensivste Rivalität besteht zu den Manly-Warringah Sea Eagles, denen man in den 1970er Jahren in zwei hart umkämpften Grand Finals unterlag. Das Aufeinandertreffen der beiden Teams ist in Australien als „Battle of the Beaches“ bekannt. Zudem pflegen die Sharks aufgrund der geographischen Nähe eine starke Rivalität zu den St. George Illawarra Dragons.

## Erfolge
- Meisterschaften (1): 2016
- Vize-Meisterschaften (3): 1973, 1978, 1997
- Minor Premierships (2): 1988, 1999

### Teilnahmen von Spielern am NRL All-Stars Game
| Name              | Position                                            | Teilnahme(n)     | Mannschaft           |
| Anthony Tupou     | Zweite-Reihe-Stürmer, Dritte-Reihe-Stürmer, Pfeiler | 2010             | NRL All Stars        |
| Blake Ferguson    | Innendreiviertel, Außendreiviertel                  | 2010             | Indigenous All Stars |
| Paul Gallen       | Dritte-Reihe-Stürmer                                | 2011, 2012, 2015 | NRL All Stars        |
| Andrew Fifita     | Pfeiler                                             | 2012, 2013       | Indigenous All Stars |
| Chris Heighington | Dritte-Reihe-Stürmer                                | 2013             | NRL All Stars        |
| Ben Barba         | Verbinder                                           | 2015             | Indigenous All Stars |
| David Fifita      | Pfeiler                                             | 2015             | Indigenous All Stars |